# Jackson Scholz
Jackson Volney Scholz , ameriški atlet, * 15. marec 1897, Buchanan, Michigan, ZDA, † 26. oktober, 1986, Delray Beach, Florida, ZDA.
Scholz je nastopil na treh Poletnih olimpijskih igrah, v letih 1920 v Antwerpu, kjer je osvojil naslov olimpijskega prvaka s štafeto 4x100 metrov in četrto mesto v šprintu na 100 metrov, 1924 v Parizu, kjer je osvojil naslov olimpijskega prvaka na 200 metrov in naslov podprvaka na 100 metrov, ter 1928 v Amsterdamu, kjer je bil četrti na 200 metov. Njegova oseba rekorda sta 10,5 sekunde na 100 metrov iz leta 1924 in 21,2 sekunde na 200 metrov.